# Zbyněk Neuvirth
Zbyněk Neuvirth (ur. 12 sierpnia 1949, zm. 14 czerwca 2014) – czeski hokeista, trener hokejowy.

## Kariera
Kariera zawodnicza
- TJ Vítkovice (1969-1984)

Przez całą karierę zawodniczą był związany z macierzystym klubem z Witkowic. W 1981 wraz z drużyną TJ Vítkovice zdobył mistrzostwo Czechosłowacji (w składzie byli także m.in. Miroslav Fryčer, Miloš Říha).
Kariera trenerska
- TJ Vítkovice (1991-1993), asystent trenera
- Unia Oświęcim (1994-1996), I trener
- HC Slezan Opava (1995/1996), asystent trenera
- HC Hawierzów (1996-1997), trener
- HC Vítkovice (1999-2000), trener
- GKS Tychy (2001-2002), I trener

Po zakończeniu kariery był trenerem. Pracował jako szkoleniowiec i urzędnik w macierzystym klubie z Witkowic. Prowadził także zespoły w lidze polskiej: Unię Oświęcim w dwóch sezonach 1994/1995, 1995/1996, GKS Tychy w sezonie 2001/2002.
Zmarł 14 czerwca 2014.

## Sukcesy
Klubowe
- Brązowy medal mistrzostw Czechosłowacji: 1979 z TJ Vítkovice
- Złoty medal mistrzostw Czechosłowacji: 1981 z TJ Vítkovice

Szkoleniowe
- Srebrny medal mistrzostw Polski: 1995, 1996 z Unią Oświęcim
- Złoty medal 1. ligi czeskiej: 1996 z HC Slezan Opava
- Brązowy medal mistrzostw Polski: 2002 z GKS Tychy